# Madon (miasto biblijne)
Madon („kłótnia”, „rozprawa sądowa”) – starożytne miasto kananejskie, położone w odległości 9 km na północny zachód od Tyberiady, sąsiadujące z Hittin. Zostało wymienione w Księdze Jozuego (Joz 11,1; 12,19) oraz wspomniane w inskrypcjach faraona Totmesa III (XV wiek p.n.e.). Współcześnie utożsamiane jest z Chirbet Madin.